# Centro Ciência Viva de Bragança
O Centro Ciência Viva de Bragança localiza-se em Bragança, em Portugal. Constitui-se num espaço, integrante da rede de Centros Ciência Viva, com foco nos temas da energia e do meio-ambiente.

## Os edifícios
O centro encontra-se implantado em dois edifícios: uma antiga central hidroelétrica na margem esquerda do rio Fervença e a chamada "Casa da Seda", um antigo moinho hidráulico utilizado possivelmente no tingimento de seda. Requalificados, o primeiro incorpora sistemas de climatização que maximizam as capacidades de aquecimento e de arrefecimento naturais.

## As exposições
As exposições permanentes estão apresentadas em módulos, dedicados à energia, ao ambiente, à reciclagem e à produção de seda, por exemplo:
- Pegada Ecológica - estimativa da área necessária para produzir os bens e serviços que consumimos e absorver os resíduos que produzimos.
- Corrida de Caracóis - sobre geração de energia elétrica
- Ambiente e Qualidade de Vida
- Bolo de Anos - sobre energia eólica

Na "Casa da Seda" o visitante pode conhecer aspectos ligados à produção da seda e da memória dessa indústria na região de Trás-os-Montes. Neste edifício encontram-se ainda um auditório de pequenas dimensões.
Adicionalmente, o Parque Natural de Montesinho, em termos geológicos e biológicos, auxilia na compreensão de aspectos ligados ao ambiente.
O conjunto conta ainda com um cibercafé e uma cafetaria.